# Caradrina proverai
Caradrina proverai là một loài bướm đêm trong họ Noctuidae.